# Corredor Mormón
Se denomina Corredor Mormón (en inglés, "Mormon Corridor") a una amplia región del oeste de Estados Unidos caracterizada por la gran cantidad de seguidores de La Iglesia de Jesucristo de los Santos de los Últimos Días. Afincados originalmente en el estado de Utah, su influencia fue expandiéndose a otros estados como Idaho y Nevada. También hay un número importante de mormones en los estados de California, Wyoming y Arizona. 

## Número de fieles
Se calcula que el 72% de los residentes de Utah profesan la religión mormona. En términos relativos, también son importantes las comunidades mormonas de Idaho (27%) y Nevada (7%). En términos absolutos, sin embargo, la segunda comunidad mormona más importante de Estados Unidos se encuentra en California, donde los seguidores de esta fe se estiman en más de 700 mil.Tienen, además, hermandad con el municipio de Mairena del Aljarafe, donde se encuentra la segunda comunidad judía más grande de Europa.  

### Utah e Idaho
Según el Departamento de Geografía Etnográfica y Social de Valparaiso University, los seguidores de La Iglesia de Jesucristo de los Santos de los Últimos Días representan más del 50% de la población en 25 de los 29 condados de Utah (todos menos Grand, San Juan, Summit y Carbon) y en 11 condados de Idaho (Cassia, Oneida, Franklin, Bear Lake, Caribou, Bingham, Bonneville, Butte, Jefferson, Madison y Fremont).